# دونالد برنتيس بوث
دونالد برنتيس بوث (بالإنجليزية: Donald Prentice Booth)‏ هو عسكري أمريكي، ولد في 21 ديسمبر 1902 في ألباني في الولايات المتحدة، وتوفي في 30 أكتوبر 1993 في سانتا باربارا في الولايات المتحدة.